# 손봉기
손봉기(孫鳳基, 1965년 ~ )는 지방법원 추천제에 의해 추천되어 임명된 제46대 대구지방법원 법원장이다. 부인 안선희와 사이에 1남 1녀가 있다.

## 생애
1965년 부산광역시에서 태어나 달성고등학교와 고려대학교 법학과를 졸업하고 1990년 제32회 사법시험에서 합격하고 1993년 사법연수원 22기를 수료한 이후 군 법무관을 거쳐 1996년 대구지방법원 판사에 임용된 이후 민사, 형사, 가사, 파산 등 다양한 재판업무를 담당했다.
재판을 하면서 "당사자들에게 소송 진행상황을 쉽게 설명하고 의문제기에 대해 신속하고 원활하게 대처하는 등 원만하게 소통하며 쟁점별 주장정리를 통해 모범적으로 재판을 진행한다"는 평가를 받아 대구지방법원 부장판사로  있던 2013년 대구지방변호사회가 소속 회원 150여명을 통해 2013년 1월부터 11월 24일까지 변론을 하면서 재판장급(부장·단독 판사) 판사에 대해 재판시간 엄수여부, 소송관계인에 대한 기본예절, 강압적·위압적 언행 행사 여부, 당사자에 대한 충분한 변론권 보장 여부, 사건 기록을 통한 쟁점 파악 노력, 변론 재개·종결 과정, 조정·화해 과정에서의 납득성, 선고 결과 및 판결문 기재 내용에 대한 납득성 등 총 10개 평가한 결과를 수치화하여 처음으로 도입한 법관평가제에서 우수법관으로 선정됐고, 제20민사부 부장판사로 있던 2014년에도 선정되어 2년 연속으로 우수 법관에 선정되었다.
대구지방법원 형사11부 재판장으로 있던 2015년 12월 11일 살인 및 살인미수 혐의로 구속기소되어 5일 동안 국민참여재판으로 진행된 상주 농약 음료수 음독 사건 피고인에 대해 피고인의 주장을 사실이 아닌 것으로 배척하면서 무기징역을 선고했다.
2018년 12월 3일 안철상 법원행정처장은 법원 내부통신망 코트넷을 통해 "해당 법원 법관들의 의사를 폭넓게 수렴해 각급 법원 사법행정의 전문성과 민주성을 강화하기 위해 법원장 후보 추천을 대구지방법원과 의정부지방법원에서 시범 실시하기로 했다"면서 "3명 내외 후보를 추천해달라"고 요청하자 대구지방법원은 법원장 후보 추천 준비위원회를 구성해 소속 법관 176명을 상대로 한 찬·반 설문조사를 거쳐 전국 법원에서 순환 근무하지 않고 대전지방법원, 대구지방법원, 광주지방법원, 부산고등법원 등 지방 관할 법원 중 한 곳에 부임하여 퇴임할 때까지 근무하는 지역 법관(향토 법관)인 손봉기 부장판사와 김태천 제주지방법원 부장판사, 정용달 대구고등법원 부장판사 등 3명을 대법원에 추천했으며 대법원은 2019년 1월 28일에  발표한 인사에서 손봉기를 제46대 법원장에 임명했다. 1974년 2월 제12대 제주지방법원 법원장에 임명된 최만행 이후에는 지방법원 부장판사가 법원장에 임명된 사례가 없다.

## 경력
- 1993년 ~ 1996년 군 법무관
- 1996년 대구지방법원 판사
- 2006년 2월 ~ 2008년 2월 대법원 재판연구관
- 2008년 2월 ~ 2010년 2월 대구지방법원 상주지원장
- 2010년 2월 ~ 2013년 2월 사법연수원 교수
- 2013년 2월 ~ 2016년 2월 대구지방법원 부장판사
- 2016년 2월 ~ 2018년 2월 울산지방법원 수석부장판사
- 2018년 2월 ~ 2019년 2월 대구지방법원 부장판사
- 2019년 2월 ~ 2021년 2월 제46대 대구지방법원 법원장
- 2021년 2월 ~ 대구지방법원 부장판사